# Philipp Jakob Cretzschmar
Philipp Jakob Cretzschmar (11 de junio de 1786 – 4 de mayo de 1845) fue un médico y zoólogo alemán.
Cretzschmar nació en Sulzbach y estudió medicina en la Universidad de Wurzburgo. Dio clases de anatomía y zoología en el Senckenberg Medical Institute de Fráncfort.
Cretzschmar fue el fundador y segundo director de la Senckenberg Natural History Society en 1817. Uno de los miembros fundadores de la sociedad fue Eduard Rüppell, colaborando ambos en la publicación de los resultados de Rüppell en África. El "Atlas of Rüppell's Travels in Northern Africa" (1826–30) que incluye una sección ornitológica donde Cretzschmar describió alrededor de treinta nuevas especies, incluyendo el lorito de Meyer, Neotis nuba, la garza goliat, Scotocerca inquieta y el escribano ceniciento.

## Abreviatura (zoología)
La abreviatura Cretzschmar  se emplea para indicar a Philipp Jakob Cretzschmar como autoridad en la descripción y taxonomía en zoología.